# ألبرت كليمنتس كيلام
ألبرت كليمنتس كيلام هو محامي وقاضي وسياسي كندي، ولد في 18 سبتمبر 1849 في يارموث ‏ في كندا، وتوفي في 1 مارس 1908 في أوتاوا في كندا. انتخب justice of the Supreme Court of Canada ‏.